# Phjongcshang
Phjongcshang megye Dél-Korea északkeleti részén, Kangvon tartományban. A Thebek-hegységben elhelyezkedő település 180 kilométerre keletre található az ország fővárosától, Szöultól.
A 700 méter tengerszint feletti magasságban elterülő település és annak környéke ideális hely a téli sportokat kedvelők számára. Ezt kihasználva Phjongcshang pályázott a 2010-es, valamint a 2014-es téli olimpiai játékok rendezési jogára. A 2010-es pályázaton három szavazattal maradt alul a kanadai Vancouverrel szemben, a 2014-esen pedig ugyancsak a második helyen végzett, ekkor az oroszországi Szocsi mögött, négy szavazattal kapva kevesebbet. 2009-ben a vezetőség bejelentette, hogy harmadszor is pályáznak a téli olimpiai játékok rendezési jogáért.
2011. július 6-án a Nemzetközi Olimpiai Bizottság durbani ülésén Phjongcshang az első fordulóban megkapta a szavazatok több mint 50%-át, ezzel elnyerte a 2018. évi téli olimpiai játékok rendezési jogát. A két másik pályázó, a németországi München 25, a franciaországi Annecy 7 szavazatot kapott.